# Love Is Like an Itching in My Heart
«Love Is Like an Itching in My Heart» es una canción de 1966 grabada por the Supremes del sello discográfico Motown.
Escrita y producida el equipo principal de producción de Motown Holland–Dozier–Holland, la canción fue grabada en junio de June 1965 y no lanzó hasta abril de 1966. Fue una de las pocas canciones escritas por el equipo para The Supremes que no alcanzó el número uno en las listas de sencillo de Billboard Hot 100 en los Estados Unidos. Sin embargo, la canción estuvo entre los 10 primeros puestos en las listas de éxitos, ocupando el #9 durante una semana en mayo de 1966. Billboard named the song #90 on their list of 100 Greatest Girl Group Songs of All Time.
Posteriormente, la canción fue grabada por la cantante Lisa y conoció diferentes remezclas.